# Frittola (gastronomia palermitana)
La frittola o frittula, nel dialetto palermitano, è una preparazione tipica della tradizionale gastronomia da "strada" palermitana . Si tratta di un insieme eterogeneo di frattaglie di vitello (scarti di macellazione, "grassetti", piccole cartilagini, ossa, etc…) che vengono prima bollite quindi rosolate, spesso con lo strutto, secondo ricette molto variabili.
Il frittularu fa “rinvenire” la frittola friggendola con lo strutto e riponendola, caldissima, in un apposito, grande cesto di vimini (il panaru), che rimane sempre coperto da uno straccio che nasconde la frittola alla vista degli acquirenti; nel frattempo verranno aggiunti degli aromi quali alloro, pepe, limone. 
Alla clientela verrà servita estraendone con la mano la giusta dose da sotto lo straccio e ponendola su un foglio di carta oleata o in un panino morbido (semprefresco, di forma fusoidale, o focaccia, di forma rotonda).